# José Luis Abarca Velázquez
José Luis Abarca Velázquez (Arcelia, Guerrero; 18 de marzo de 1961) es un empresario y político mexicano. Fue señalado culpable de la desaparición de 43 estudiantes normalistas en la ciudad de Iguala, ocurrida en el estado mexicano de Guerrero el 26 de septiembre de 2014.

## Biografía personal
Nacido en 1961 en Arcelia, Guerrero, Abarca es hijo del comerciante Nicolás Abarca, quien posee una tienda de sombreros y vestidos para novia, donde José Luis trabajó en su juventud. La madre de Abarca se llama Esther Velázquez Villegas, cuya familia se dedica al comercio de oro. Fue en el negocio familiar de la madre que José Luis Abarca se inició en la compra-venta de oro y joyería. Con el tiempo llegó a poseer seis locales en el mercado de joyeros de Iguala.
José Luis Abarca está casado con María de los Ángeles Pineda Villa, a quien conoció en el negocio de vestidos para novia de su padre Nicolás: la madre de Pineda era proveedora de vestidos de Nicolás Abarca. Pineda además era familiar de varios miembros (actualmente muertos o prófugos) del Cártel de los Beltrán Leyva.
Casados desde 1983, el matrimonio tuvo cuatro hijos, tres mujeres y un varón, todos actualmente dedicados al comercio de joyería. Con el tiempo, Abarca y su esposa crearon Abarpin S.A. de C.V. y se hicieron propietarios de al menos 90 propiedades en distintas partes de la República Mexicana, especialmente Iguala, incluyendo centros joyeros y las Galerías Tamarindos, principal plaza comercial de Iguala, con un costo aproximado de 300 millones de pesos.

## Carrera política
Con su fortuna hecha, en 2011, Abarca entró en la política respaldando financieramente la campaña electoral de Ángel Aguirre Rivero para la gubernatura de Guerrero. Poco después, merced a la recomendación del exalcalde  Lázaro Mazón y apoyándose en la corriente Nueva Izquierda del PRD, fue candidato externo a la alcaldía de Iguala para el periodo 2012-2015, en una coalición formada por el  PRD, el  PT, y el partido Movimiento Ciudadano. Ganó en las elecciones municipales de ese año con un 30% de diferencia. Este fue el único puesto político que Abarca ha ocupado hasta la fecha. 
Su esposa, María de los Ángeles, quedó en el puesto honorario de directora municipal del Instituto Nacional para el Desarrollo Integral de la Familia (DIF).
En 2014 el Consejo Nacional del Partido de la Revolución Democrática aprobó por unanimidad su expulsión inmediata. Los consejeros se pronunciaron por el desafuero del Edil para que afronte, sin protección, acusaciones como posible responsable de la desaparición de estudiantes normalistas de Ayotzinapa.

## Muerte de Justino Carvajal Salgado
El  9 de marzo de 2013, un opositor inconforme en el PRD llamado Justino Carvajal Salgado apareció muerto a balazos. La investigación federal acusa a Abarca de haber ordenado su muerte.

## Secuestro de miembros de Unidad Popular de Iguala
El 30 de mayo de 2013, ocho miembros de la ONG Unidad Popular de Iguala, fueron plagiados siendo posteriormente encontrados muertos tres de ellos. Nicolás Mendoza, uno de los secuestrados que logró escapar, acusó a Abarca de haber ordenado estos sucesos, así como el de haber asesinado personalmente al dirigente perredista Arturo Hernández. Hernández a su vez tenía estrechas conexiones con grupos de estudiantes normalistas que durante el mandato de Abarca, se manifestaron frente al palacio municipal.

### Desaparición de estudiantes en Ayotzinapa
El 26 de septiembre de 2014, 43 estudiantes normalistas de la Escuela Normal de Ayotzinapa fueron secuestrados y asesinados en la localidad de Iguala (Estado de Guerrero), presuntamente por policías municipales, en conjunto con miembros del cártel.
Esa noche el alcalde de Iguala, José Luis Abarca Velázquez, celebraba un evento del DIF junto a su esposa, María de los Ángeles Pineda. Por su parte, los normalistas de la Escuela de Ayotzinapa planeaban tomar un camión para acudir a Ciudad de México a una marcha conmemorativa del 2 de octubre. Abarca envió a la policía municipal a "levantarlos" -aprehenderlos- y, según el informe posterior, a entregarlos a miembros de Guerreros Unidos para que ellos se hicieron cargo.

## Desaparición y captura
Entrevistado por los medios a partir de ese mismo día, Abarca manifestó repetidamente estar consternado por los incidentes. El 30 de septiembre de 2014, después de un discurso en el ayuntamiento de Iguala, pidió licencia para dejar temporalmente el cargo de alcalde y siguiendo consejo de su abogado desapareció de la ciudad a la espera de un amparo judicial. De acuerdo a las posteriores declaraciones de Abarca, fue conduciendo en coche con María de los Ángeles Pineda hasta Ciudad de México. Llegó a casa de su hija en Tlalpan, y ahí estuvo algunos días. Posteriormente una amiga de su hija les consiguió alojamiento en Iztapalapa, donde fue reconocido y denunciado por la propietaria del lugar que alquilaban. Fue arrestado junto con su esposa el 5 de noviembre de 2014. Actualmente espera juicio por los homicidios de Justino Carvajal y Arturo Hernández ocurridos en 2013, así como por los seis estudiantes muertos en los sucesos del 26 al 27 de septiembre de 2014. En 2016 un tribunal federal confirmó el auto de formal prisión contra José Luis Abarca, exalcalde de Iguala, Guerrero, por delitos de delincuencia organizada, lavado de dinero y enriquecimiento ilícito, los únicos por los que se encuentra preso. Dos años después de los hechos de Iguala, la PGR pudo llevar a proceso penal a Abarca y a su esposa, María de los Ángeles Pineda Villa, por delitos graves, pero no por desaparición forzada.